# Bergsträßer Weinkönigin
Die Bergsträßer Weinkönigin ist die auf jeweils ein Jahr gewählte Repräsentantin des deutschen Weinbaugebietes Hessische Bergstraße. Sie hat im Folgejahr die Möglichkeit, bei der Wahl der Deutschen Weinkönigin zu kandidieren. Amtierende Weinkönigin 2024/25 ist Katja Simon aus Zwingenberg.

## Weinköniginnen der Bergstraße
Bis 1971 umfasste das damals noch Bergstraße genannte Weinbaugebiet auch den heutigen Weinbaubereich Badische Bergstraße.
1. 1953/1954: Elisabeth Freiberger (Heppenheim)
2. 1954/1955: Agnes Samstag (Bensheim)
3. 1955/1956: Irene Eberle (Hemsbach)
4. 1956/1957: Elke Mildenberger (Lützelsachsen)
5. 1957/1958: Gertrud Rindfleisch (Auerbach)
6. 1958/1959: Elfriede Fritzlen (Schriesheim)
7. 1959/1960: Christel Vettel (Heppenheim)
8. 1960/1961: Inge Samstag (Bensheim)
9. 1961/1962: Waltraud Schwefel (Leutershausen)
10. 1962/1963: Elfriede Hach (Heppenheim)
11. 1963/1964: Christa Rühle (Laudenbach)
12. 1964/1965: Renate Lehrian (Zwingenberg)
13. 1965/1966: Christel Schaaf (Schriesheim)
14. 1966/1967: Hannelore Krauß (Auerbach)
15. 1967/1968: Maria Luico Wandroy (Hemsbach)
16. 1968/1969: Maria Gehrig (Heppenheim)
17. 1969/1970: Margret Schmitt (Großsachsen)
18. 1970/1971: Ina Seitz (Bensheim)
19. 1971/1972: Gertrud Rohr (Lützelsachsen)

## Weinköniginnen der Hessischen Bergstraße
1. 1972/1973: Christa Distel (Heppenheim)
2. 1973/1974: Elisabeth Heckmann (Bensheim)
3. 1974/1975: Doris Stephan (Zell)
4. 1975/1976: Gabi Guthier (Heppenheim)
5. 1976/1977: Waltraud Herlemann (Hambach)
6. 1977/1978: Christel Emmerich (Groß-Umstadt), Deutsche Weinprinzessin 1978/1979
7. 1978/1979: Selma Wattendorf (Heppenheim)
8. 1979/1980: Christa Mohr (Bensheim)
9. 1980/1981: Monika Lutzi (Zwingenberg)
10. 1981/1982: Brigitte Kadel (Auerbach)
11. 1982/1983: Annette Köhler (Heppenheim)
12. 1983/1984: Margit Fertig (Bensheim)
13. 1984/1985: Inge Rippert (Auerbach)
14. 1985/1986: Beate Arnold (Heppenheim)
15. 1986/1987: Birgit Kissel (Zwingenberg)
16. 1987/1988: Margit Esper (Bensheim)
17. 1988/1989: Doris Geiß (Auerbach)
18. 1989/1990: Carmen Becker (Zwingenberg)
19. 1990/1991: Petra Knaup (Auerbach)
20. 1991/1992: Sabine Hörr (Gronau)
21. 1992/1993: Petra Eberhard (Heppenheim)
22. 1993/1994: Anja Aßmus (Zwingenberg)
23. 1994/1995: Roswitha Rothermel (Erbach)
24. 1995/1996: Sandra Engelhard (Heppenheim)
25. 1996/1997: Elvira Fetsch (Hambach)
26. 1997/1998: Andrea Guthier (Bensheim)
27. 1998/1999: Gaby Koob (Heppenheim)
28. 1999/2000: Sibylle Benker (Schannenbach)
29. 2000/2001: Petra Gärtner (Zwingenberg), Deutsche Weinkönigin 2001/2002
30. 2001/2002: Kerstin Götzinger (Gronau)
31. 2002/2003: Lisa Edling (Roßdorf), Deutsche Weinprinzessin 2003/2004
32. 2003/2004: Sabine Krug (Bensheim)
33. 2004/2005: Regina Schuster (Hambach)
34. 2005/2006: Nadine Guthier (Heppenheim)
35. 2006/2007: Christina Koob (Heppenheim)
36. 2007/2008: Kathrin Wind (Laudenbach)
37. 2008/2009: Susanne Bürkle (Zwingenberg)
38. 2009/2010: Annika Büchler (Roßdorf)
39. 2010/2011: Barbara Hoock (Bensheim)
40. 2011/2012: Melanie Hillenbrand (Heppenheim)
41. 2012/2013: Franziska Mohr (Bensheim)
42. 2013/2014: Franziska Jourdan (Groß-Umstadt)
43. 2014/2015: Caroline Guthier (Heppenheim), Deutsche Weinprinzessin 2015/2016
44. 2015/2016: Anja Antes (Heppenheim)
45. 2016/2017: Charlotte Freiberger (Heppenheim), Deutsche Weinprinzessin 2017/2018
46. 2017/2018: Jessica Lehmann (Bensheim)
47. 2018/2019: Carolin Hillenbrand (Heppenheim), Deutsche Weinprinzessin 2019/20
48. 2019/2020: Jana Petermann (Groß-Umstadt)
49. 2020/2021: Heike Knapp (Heppenheim)
50. 2021/2022 und 2022/2023: Stefanie Kippenhan (Großsachsen), verlängerte ihre Amtszeit um ein weiteres Jahr, da keine Nachfolgerin gefunden wurde.
51. 2023/2024: Nina Kaltwasser (Zell), ab 2. September 2023
52. 2024/2025: Katja Simon (Zwingenberg), ab 6. Juli 2024